# Rewolwer Rast & Gasser M1898
Rast & Gasser M1898 – rewolwer używany w czasie I wojny światowej przez oficerów armii austro-węgierskiej. Z czasem wyparty przez pistolety Steyr M1912.